# 假面騎士EX-AID角色列表
假面騎士EX-AID角色列表展示於朝日電視台放映的特攝劇集《假面騎士EX-AID》各個角色。
- 角色TV版台灣配音以「東森版本/木棉花版本」的方式記載。

## CR(電脳救命センター)
寶生永夢（ほうじょう・えむ）（飯島寛騎、高橋來（童年時期）飾）（ 台灣配音：王辰驊/陳彥鈞 （本篇）、江志倫（冬季電影版）、宋昱璁（平成世代FINAL）／香港配音：李凱傑（TVB 宇宙戰隊)、杜景煜（新映/Starnext劇場版、Viu時王））
假面騎士EX-AID、假面騎士Para-DX Fighter Gamer Level 50的變身者。
二十四歲，聖都大學附屬醫院小兒科的實習醫生，後因小兒科實習結束轉至外科實習，在實習三個月後結束外科的實習而轉至內科實習，實習結束後正式成為小兒科醫生。實際為電玩遊戲界被稱為「M」的知名神秘天才玩家。
遊戲病的首例患者，帕拉德的寄生者。
實為雙重人格，在變身前較為單純善良，而在變身時頭髮被吹起後則會性情大變，變成天才玩家M的人格，變得認真好戰，第一人稱也從「僕」變為「俺」。
在「M」的人格時其體内的DNA 擁有將卡帶重新編寫成全新的遊戲程式的能力，但其能力卻在第23話才被鏡飛彩發現。
十六年前（八歲）曾出車禍導致重傷，因某名醫生的搶救而保住性命，因此認定拯救生命的醫生是他心目中的英雄。
目前唯一一位無需接受手術便可變身成假面騎士的成員，此事卻讓檀黎斗大感意外，九条貴利矢更爲此調查事件。後透過檀黎斗得知為遊戲病的首例患者，但直至第18話前一直不知情。
身為實習醫生的永夢雖然在經歷和技術上明顯的不足，卻憑著正義感與良心去直覺性的幫助患者。在與仮野明日那的相遇下成為假面騎士並與崩源體戰鬥拯救患者。
雖然憑著正義之心去戰鬥，但卻將與崩源體戰鬥當成電玩遊戲看待，因而令鏡飛彩時常稱呼其為實習醫生。
個性有些冒失，作品中幾乎每一集都會踢到東西跌倒或是撞傷小趾，外科實習時甚至還在和鏡飛彩一同進行手術時貧血。
第3話，為了拯救患者而接受花家大我的挑戰最後卻失敗而「全力動感X」卡帶成為花家大我的戰利品，但之後在九条貴利矢的幫助下奪回。
第8話，因花家大我的挑釁及利用柯拉波斯崩源體威脅下，為了拯救病患與鏡飛彩一同接受挑戰，但因以患者為優先考慮下救援柯拉波斯崩源體導致戰敗，同時「激突機械」卡帶也被花家大我帶走。
第10話，從花家大我那奪得卡帶的九条貴利矢手上拿回「激突機械」卡帶。
第13話，為了救出被Level 10 的Genm一面倒壓制的鏡飛彩和花家大我，冒險使用充滿大量崩源體病毒的黑色雙插頭空白卡帶，卻疑似吸收了當中的病毒並與DNA 融合，誕生了「全力兄弟XX」卡帶並成功變身。但副作用為使用該卡帶後會使病毒短時間内活性化，類似病發的症狀。所以每次使用完「全力兄弟XX」卡帶均會令其痛苦。
第15話時，因在鏡飛彩的阻擋下，被花家大我奪走「龍騎士獵人Z」卡帶。
第17話時，從幻夢集團的社員小星作手上拿到「嚼嚼漢堡」卡帶，但後來被帕拉德奪走。
第18話從檀黎斗口中得知自己是遊戲病患者後，回想起之前一切下情緒崩潰導致壓力過大而遊戲病病發。
第19話因遊戲病病發而導致M 的人格成為主人格，變得不在乎病患只在乎遊戲，但之後因鏡飛彩展現醫師的信念下使永夢人格重新變回主人格，但也因此對變身成為假面騎士開始產生恐懼。
第20話因害怕遊戲病發作下失去自我而不敢變身，但在花家大我的訓斥下恍然覺悟，想起自己身為醫師應有的覺悟而重新振作。
第22話得知16年前曾经将自己设计的游戏发给檀黎斗，并多年持续使用檀黎斗所寄的含有遊戲病毒的游戏光盘导致体内含与潜伏的游戏病毒。在戰鬥中遭到檀黎斗以喪屍玩家Level X 的全新能力給腐蝕掉玩家驅動器。
第23話因自己的玩家驅動器遭到腐蝕無法使用而改用九条貴利矢生前所託付的玩家驅動器。並在鏡飛彩給予附有遺傳重組資料的銀白色卡帶下，以體內的DNA 能力創造出全新的「極限全力X」卡帶。並藉此卡帶能力修改掉檀黎斗的體內崩源體病毒抗體程序，使其變回正常人。但之後檀黎斗因帕拉德導致如同九条貴利矢一樣「Game Over」消失而相當地難過自責，之後得到「斬斬劍擊」卡帶。
第25話因看著一般民眾所變身的騎士玩家被帕拉德強力虐殺下「Game Over」消失，自己無力拯救這一切而感到憤怒。
第28話以Level 99 的重組化能力使Poppypipopapo 回復正常，後更讓她重新展開笑容，但之後帕拉德被告知其為自己的崩源體更被他奪走自身的控制權。
第29話從飛彩口中得知因檀黎斗的關係，在幼年之時（16年前）就感染上崩源體病毒，也因此誕生出帕拉德，而在6年前（零日事件前1年）因檀黎斗利用財前美智彥的關係，使帕拉德從體內分離出來。
第33話為了不讓假面騎士編年史的災害持續擴大的情況下，與明日那前往幻夢集團和檀正宗談判，但因為看見檀正宗為了利益藐視人命，甚至無情地透過假面騎士編年史遊戲介面刪除索爾堤崩源體後，談判破裂，之後與黎斗合作利用計謀打算阻止檀正宗使用「Pause」能力，並利用重組能力將檀正宗體內抗體重改編，卻因為飛彩的叛變而失敗。
第34話時在與加茲通對戰時，遭到突然出現的飛彩襲擊，並被奪走屬於九条貴利矢的玩家驅動器，後回到電腦救命中心請求檀黎斗借用他的玩家驅動器時，遭到拒絕，但隨後由Poppypipopapo給予黎斗已幫忙修復的自己遭到腐蝕的玩家驅動器。
第35話在黎斗推斷出假面騎士Lazer Turbo就是被檀正宗復活的九条貴利矢時出口否決，直到Lazer Turbo解除變身才確認其真實身份就是貴利矢，之後向其質問時被反諷，在其離開後認為是檀正宗使其性格變化而決定利用重組能力讓其回復正常，之後打算替患者動手術時，卻遭到貴利矢阻繞，之後兩人展開戰鬥，並在大我等人的幫助成功地對貴利矢重組，但重組後卻一切沒改變甚至遭到毆打，這時從一旁的檀正宗口中得知九条貴利矢一切的行動都出於個人意志，在貴利矢抓起並在耳朵旁說悄悄話後，怒而痛揍九条貴利矢並出口與他分道揚鑣，在檀正宗帶走九条貴利矢後，明日那等人詢問剛剛的悄悄話之事時，不打算再提起相關內容。
第36話透過電視得知檀正宗的下一步計畫，正打算想辦法應對，這時黎斗將製作好的「超越無敵」卡帶交付，接著與眾人前往檀正宗所說的任務地點，並在對戰時使用「超越無敵」卡帶，卻無法使用甚至彈離，這時被黎斗拿去用，卻因無敵模式的10秒在解說下過去而被檀正宗奪走，之後從黎斗口中得知變身無敵玩家需要帕拉德的協助才行，於是與明日那將帕拉德約出談判，並在許諾解決「假面騎士編年史」之事後與帕拉德一決勝負下，得到帕拉德的協助。之後在此與檀正宗決勝負時，被九条貴利矢擊敗，這時在帕拉德的催促下想起帕拉德曾說過的話，於是將帕拉德透過Gashacon Bugwiser II重新植入自己體內（取回天才玩家M的力量），並再次變身對抗檀正宗，這時檀正宗打算再用「Pause」能力之時，卻被一旁的貴利矢襲擊並阻止，這時從貴利矢手上得到「超越無敵」卡帶，並向眾人說出貴利矢與自己合力演戲欺騙檀正宗的計畫，接著在檀正宗使用「Pause」之時成功地變身為無敵玩家，接著以這股強大的力量擊敗檀正宗。
第39話從檀正宗口中得知妮可被設計感染了蓋姆迪烏斯崩源體的病毒後向黎斗詢問有什麼辦法可以解開病毒感染，在不得已的情況下向帕拉德一決勝負，最後親自解決帕拉德後也失去了能夠變身成假面騎士EX-AID的力量了。
然而在第40話卻表明帕拉德依然存活，只是在被永夢擊敗前一刻被其吸收，其後二人聯手對抗檀正宗並將「假面騎士編年史」卡帶破壞，不過在正宗發動「reset」能力之下未能結束「假面騎士編年史」，甚至因此失去「超越無敵」卡帶。
第41話在黎斗與貴利矢的協助下使「超越無敵」卡帶重生，並搭配「儲存」能量道具成功阻止「reset」並集齊卡帶獎盃令蓋姆迪烏斯現形。
第42話從貴利矢手中獲得「醫生全力XX（Doctor Mighty XX）」卡帶，並成功抑制蓋姆迪烏斯崩源體散佈的病毒活性。
第44話因Poppypipopapo的犧牲而感到傷心，並回想第2話攻略巨大崩源體的方法，和飛彩等人變身成Level 1型態擊敗巨大蓋姆迪烏斯。
最終話擊敗檀正宗後成爲正式的兒科醫生，並與日向恭太郎商議後決定研發出專門對抗遊戲病病毒的疫苗，以免零日事件的悲劇再次發生。
於《劇場版 假面騎士EX-AID True·Ending》被葛城巧提取EX-AID的成分导致无法变身。
在《假面骑士平成Generations FINAL Build & EX-AID with 傳說騎士》使用桐生战兔给予的满装瓶重新获得变身能力。
在《平成FINAL》的後續故事《假面騎士EX-AID [裏技]假面騎士Para-DX》中，被黎斗欺騙他和帕拉德玩拯救Poppy的解謎遊戲，第一次使用Level 39的卡帶KNOCK OUT FIGHTERS 2。
於外傳《EX-AID Trilogy Another・Ending 假面騎士Para-DX with Poppy》中被Another帕拉德击伤入院治疗。
變身成Level 1 時會用自己的右手掌向12點方向選擇角色；變身成Level X 時則會用自己的右手掌向3點或5點方向選擇角色。
口頭禪是「患者的命運 由我來改變！」；迎戰時刻的口頭禪則是「看我一命通關吧！」（日語原文為）。
升級成Level 2 的口頭禪是「大變身！」（日語原文為）；Level 3 的口頭禪是「大大大變身！」（日語原文為）；Level 4 的口頭禪是「大大大大變身」（日語原文為）；Level 5 的口頭禪是「大大大大大變身」（日語原文為）；Level X 的口頭禪是「大--變身！」（日語原文為）；Level XX 的口頭禪是「大---變身！」（日語原文為）；Level 99 的口頭禪是「MAX大變身！」（日語原文為）；Hyper Muteki 的口頭禪是「Hyper大變身！」（日語原文為）
角色命名由來：「從永遠的夢想中誕生出寶物，願給予病患笑容（宝を生む永遠の夢、患者を笑顔にするえむ）」
於《假面騎士ZI-O》第2-4話登場。
仮野明日那/ Poppypipopapo（かりの・あすな / ぽっぴーぴぽぱぽ）（松田瑠華飾）（ 台灣配音：穆宣名/張乃文（本篇）、李昀晴（冬季電影版）、連思宇（平成世代FINAL）／香港配音：姜嘉蕾（新映/Starnext劇場版））
假面騎士Poppy的變身者。
衛生省派遣到寶生永夢等所屬，在聖都大學附屬醫院內設立的極密部署電腦救命中心的護士。
實際上是電玩遊戲「DoReMiFa 節拍」所誕生的崩源體「Poppypipopapo」，而宿主為檀黎斗的母親－檀櫻子。而明日那這個身份則是為了隱藏社會之中而虛構出來的，在必要之時會變回真身引導及協助假面騎士們作戰。
擁有一支能夠隨時隨地和假面騎士們通話的手機。
在第12話說出自己的真實身份為崩源體時，卻遭寶生永夢與鏡飛彩兩人接連吐槽並表明早已知曉。
第18話因花家大我與鏡飛彩兩人對話下，自行推斷出寶生永夢已感染了崩源體病毒，在準備告知永夢時卻被飛彩請求隱瞞。
第19-20話因鏡飛彩與花家大我兩人先後成功變身成Level 50而驚訝。
第24話因天崎戀的聲音洗腦下加入崩源體行列，並成為遊戲「假面騎士編年史」的守關崩源體首領之一及遊戲領航員。
第25話時從天崎戀手上獲得「心動危機」卡帶及Gashacon Bugwiser II。
第26話因為永夢想阻止「假面騎士編年史」卡帶的使用，而變身成假面騎士Poppy 襲擊永夢。
第27話因大我向妮可表白而兩人和好心生高興，使臉上產生笑容，卻被永夢目擊到，也因此讓永夢產生想拯救她的想法。
第28話因永夢使用重組化能力而恢復了自我意識，但同時也讓她想起過去宿主的記憶，而認為自己奪取他人的性命而悲傷，之後因本身是守關崩源體首領的關係而被民眾所變身的騎士玩家襲擊，甚至被飛彩、大我及妮可為了治療病患及闖關等目的而遭到攻擊，但在永夢以自身的性命阻止並且說出大家一起玩樂的話語下展開笑容，也使得「DoReMiFa 節拍」過關。
第29話在與飛彩談論關於永夢和帕拉德之事時，突然地再次想起過去宿主的記憶。為了找回宿主的記憶，回到幻夢集團並在記憶的引領下，發現檀黎斗所留下關於Level 0 的神秘計劃書並獲得玩家驅動器和「原型全力動感X（Proto Mighty Action X）」始源卡帶。
第30話時為了使永夢脫離帕拉德的控制而使用「原型全力動感X（Proto Mighty Action X）」始源卡帶變身，但是變身失敗，於是進入遊戲內部一探究竟，而在遊戲內發現一隻儲存著檀黎斗身體資料的崩源體病毒，在多番研究後，用從幻夢集團那得到的玩家驅動器及「原型全力動感X（Proto Mighty Action X）」始源卡帶使檀黎斗復活。
第31話在與黎斗的對話下終於想起自身宿主為黎斗的母親－檀櫻子，也因此得知黎斗為何會創造出假面騎士編年史的真正目的，但黎斗仍嘴硬不承認甚至不太配合，之後在黎斗追擊帕拉德時追在後面，在帕拉德以偏袒人類為由打算消滅自己時，被黎斗犧牲拯救，之後在永夢願意讓黎斗贖罪時非常高興。
第35話得知假面騎士Lazer Turbo就是九条貴利矢時相當驚訝，隨後質問他為何要助紂為虐地協助檀正宗。後在帕拉德質問她時，說出為了讓人們恢復笑容而選擇與永夢一起戰鬥，而不是像帕拉德那樣踐踏人命。
第44話為了拯救被蓋姆迪烏斯感染成崩源體的市民，使用「醫生全力XX」卡帶注入疫苗並擴散各地，消失前向永夢等人送上祝福。
最終話得知在消失前已將部分數據保留在黎斗身上，因而被黎斗復活，並得到衛生省的允許下繼續留在電腦救命中心。
以明日那的身份時個性認真，但變回「Poppypipopapo」時卻活潑可愛。
經常以可愛的動作來吸引旁人的注意，偶爾捉弄寶生永夢，但如被無視或被吐槽時會沒精打采。
變身為「Poppypipopapo」時可以將手中的刀叉巨大化攻擊或是利用自己的崩源體特性以歌聲洗腦敵方崩源體或是攻擊對手，但是同時也有著清唱時歌聲會對部分抵抗力較弱的對象造成壓力的缺點。
命名為「Poppy」是因為想表現出節奏遊戲中破碎的效果音。
鏡飛彩（かがみ・ひいろ）（瀨戶利樹飾）（ 台灣配音：李勇/孟慶府（本篇）、歐祖豪（冬季劇場版）、江志倫（平成世代FINAL）／香港配音：潘昀雋（Viu時王）、郭湛深（新映/Starnext劇場版））
假面騎士Brave的變身者。
二十四歲，鏡灰馬之子，同時也是聖都大學附屬醫院的天才外科醫生，本身持有多項手術的相關證照。喜愛將一切（包括戰鬥）當成手術看待。另外喜好吃甜食。
有著驚人的精湛刀法，能夠用餐刀將泡芙切成完美的四等分
過去因為花家大我的關係而導致失去「重要之物」而對他極度反感並希望擊敗其從而回收其玩家驅動器及卡帶，也因此對把對崩源體的戰鬥當遊戲來看待的寶生永夢相當不認同。同時亦因爲過去的事而不會向患者投入感情，一切以醫治患者爲先，與經常顧及患者感受的寶生永夢大相徑庭。之後雖然對患者不會投入感情的想法依然不變，但顧及患者感受這一點似乎已經慢慢受到永夢影響，因當永夢以「M」的人格出現時卻痛斥永夢不顧及患者。
因父親鏡灰馬的安排下，不甘願地成為永夢在外科實習的指導醫生。
後從花家大我及檀黎斗的對話中得知寶生永夢是遊戲病患者，原打算告知但在大我的建議下隱瞞事實。
對永夢多少會給予關心，特別是在永夢開始在外科實習之後，兩人的關係也變得較為緩和。
當永夢在手術進行中貧血時曾說永夢不適合外科，不如早點結束實習之後專注在治療遊戲病上，似乎對永夢給予肯定。
第16話與檀黎斗對戰期間戰敗并且其持有的卡帶「泰特爾冒險」及「DoReMiFa 節拍」均被檀黎斗奪走。
第19話從檀黎斗手上奪得「Gashat Gear Dual Beta」，並用「泰特爾魔幻」變身成魔幻玩家卻意外失控，但隨後以自身的意志抑制住，並反過來從檀黎斗手上奪得「泰特爾冒險」及「龍騎士獵人Z」兩款卡帶，但也產生胸痛的副作用。其使用「Gashat Gear Dual Beta」前檀黎斗提及如忽然跳級至Level 50 會使使用者無法適應卡帶强大的力量。
第20話因卡帶的副作用而導致與帕拉德對戰中分心，但在帕拉德手下留情並離去後重傷昏迷，因此使「Gashat Gear Dual Beta」卡帶被花家大我拿走。
第22話從九條貴利矢的遺物中得知貴利矢的個人電腦内記載著遺傳重組資料，是了有天能透過此資料解決崩源體病毒的禍害。而在其多番研究下，第23話終發現永夢擁有自身體内的DNA 製造卡帶資料的能力，其亦間接使永夢誕生出卡帶「極限全力X」並打敗檀黎斗。
第26話遵守衛生省的等待命令，但也因此對醫生的資格產生迷惘，但經過思考後覺悟了醫生就是為了拯救眼前的病人而存在的。
第33話在與索爾堤崩源體戰鬥時，被突然出現的檀正宗帶走，之後在檀正宗許諾幫他完成使百瀨小姬復活的心願下，在永夢打算利用重組化能力擊倒檀正宗時，背叛永夢等人對他的信任出手攻擊永夢解救被黎斗束縛的檀正宗，後在檀正宗擊倒永夢後隨他離去。
第34話為了讓百瀨小姬完整復活，協助檀正宗奪取永夢手上的原屬於九条貴利矢的玩家驅動器，和永夢等人的對話中讓對方了解自己想讓小姬復活的心意後離去，甚至接受了檀正宗的管理騎士的指令上前保護加茲通崩源體。
第35話因檀正宗遲遲不履行兩人約定甚至要脅而憤怒，之後打算談判時卻從檀正宗手上獲得「泰特爾傳承」卡帶。
第36話與檀正宗一同出現，並準備使用「泰特爾傳承」卡帶，但無法變身，而被檀正宗告知覺悟不足而改用「Gashat Gear Dual Beta」變身成魔幻玩家進行對戰。之後被憤怒的檀正宗以百瀨小姬為人質來威脅要將永夢消滅。
第37話被檀正宗命令把柏拉德消滅，使永夢的遊戲病治好而不能再變身成EX-AID，由於不用直接把永夢消滅，因此復活女友的意志變得堅定，並成功使用「泰特爾傳承」卡帶變身成Brave Level 100，把柏拉德擊倒，正當給予他最後一擊時卻被妮可阻撓，讓柏拉德逃走了。後來再次遇上柏拉德及古納法並對戰，對戰途中大我前來攻擊古納法並決鬥，但不敵於古納法而重創，於是利用Level 100的力量成功把柏拉德及古納法擊倒。打算上前了解大我的傷勢卻遇上永夢等人到來，於是離開。
第38話接到父親鏡灰馬的來電，要求他返來醫院為大我進行手術，但被檀正宗奪去電話，並以百瀨小姬為人質來威脅，令手術失敗。最終他堅持自己成為世界第一醫生的理念，完成手術，並出現在檀正宗面前，檀正宗把百瀨小姬的數據刪除，雖然帶著悲傷，但仍與永夢一起擊敗檀正宗，表示他已經不再為復活百瀨小姬而執著，重返CR，與大我的關係亦冰釋前嫌。
在外傳《EX-AID Trilogy Another・Ending 假面騎士Brave ＆ Snipe》里击败天崎恋，与即将消失的百濑小姬道别。
變身成Level 1時會用自己的左手掌向9點方向選擇角色。
口頭禪是「你的存在 no thank you！」、「沒有我切不開的東西」；迎戰時刻的口頭禪則是「現在開始進行崩源體切除手術！」（日語原文為）。
Level 1 的口頭禪是「手術Level 1」（日語原文為）。
升級成Level 2 的口頭禪是「手術Level 2」（日語原文為）；Level 3 的口頭禪是「手術Level 3」（日語原文為）；Level 4 的口頭禪是「手術Level 4」（日語原文為）；Level 5 的口頭禪是「手術Level 5」（日語原文為）；Level 50 的口頭禪是「手術Level 50」（日語原文為）；Level 100 的口頭禪是「手術Level 100」（日語原文為「術式レベル100」）。
角色命名由來：「鏡中的英雄（鏡の中のヒーロー）」
於《假面騎士ZI-O》第3-4話登場。

## 聖都大學附屬醫院
鏡灰馬（かがみ・はいま）（博多華丸飾／台灣配音：胡鎮璽/賈文安（本篇）、陳彥鈞（冬季電影版））
騎士玩家的變身者之一，拉夫利卡崩源體的感染者。
聖都大學附屬醫院的院長及電腦救命中心的負責人，同時也是鏡飛彩的父親。
似乎在其子鏡飛彩面前無法維持父親的尊嚴，以及對明日那和日向恭太郎等地位在自己之上的人所講的話言聽必從。
後從飛彩口中得知黑色的EX-AID為檀黎斗之時，嚇了一跳。
貴為院長卻經常發生各種噩運或是粗心犯錯，同時亦是本作的搞笑角色。
第32話中得知私底下一直變身為騎士玩家戰鬥，目的是想替飛彩復活其戀人小姬。由於不希望此事被上層得知而強烈要求永夢等人保密
儘管平時非常脫線，但在必要時候還是會表現出和身分相符的可靠一面。
第32話得知飛彩就是從小看著父親的背影，耳濡目染下才想成為醫生。
第34話得知飛彩背叛並協助檀正宗後直呼不敢相信，甚至因此情緒低落而把遊戲病患者晾在一旁。
第38話因得知大我的重傷需要飛彩進行手術才能救活下打電話告知飛彩。
最終回向在場的飛彩和貴利矢傳達衛生省新的決策及告知飛彩關於大我的獎勵之事。
弓田吟子（ゆみだ・ぎんこ）（河本千明飾／台灣配音：高嘉鎂/林筱玲）
聖都大學附屬醫院的護士，對經常工作到半途就跑去玩電玩的寶生永夢相當頭疼。
錦小路瑞月（にしきこうじ・みずき）
聖都大學附屬醫院的護士，負責協助飛彩進行手術。在成為護士前，擔任空服員。
目標是成為世界第一的護士。
正親町五月（おおぎまち・さつき）
聖都大學附屬醫院的護士，負責協助飛彩進行手術。在成為護士前，擔任空服員。
目標是成為世界第一的護士。
牧治郎（まき・じろう）（加治將樹飾／台灣配音：孟慶府）
於前傳《假面騎士Snipe Episode ZERO》中登場，花家大我的友人兼搭檔的病理師。
因花家大我拒絕的關係而自願成為假面騎士的替代人選，繼續留在電腦救命中心訓練，在病患遊戲病發作時失蹤，隨後得知是去幻夢集團取得玩家驅動器及「原型呯呯射擊」卡帶。
之後擅自打算替病患進行手術，而變身時卻因自身為非適合者而無法變身並且因為原型卡帶的極大副作用而大量吐血昏迷。
昏迷清醒擅自從病床上爬起，因看到大我的身體持續變糟的情況下說明自己持續使用原型卡帶後身體開始數據化後為了不讓大我繼續使用卡帶而起了爭執。
在爭執之後被大我奪走遊戲區動器及「原型呯呯射擊」卡帶的瞬間，因為在遊戲病爆發和自己是非適合者而持續使用原型卡帶副作用的結果，最後消失在大我面前。
大我就是因為目睹了治郎所發生的悲劇，因此決定將所有卡帶回收，不希望再有任何人遭受跟治郎一樣的悲劇。
於外傳《EX-AID Trilogy Another・Ending 假面騎士Genm VS Lazer》的最後因為大我打倒了「喪屍編年史」裡的其中一個喪屍玩家而得以復活。
八乙女紗衣子（柳百合菜飾／台灣配音：林筱玲）

## 大我的診療所
花家大我（はなや・たいが）（松本享恭 飾／台灣配音：徐偉翔/馬伯強（本篇）、鈕凱暘（冬季電影版）、孟慶府（平成世代FINAL）／香港配音：何偉誠（新映/Starnext劇場版）
假面騎士Snipe、假面騎士Cronus的變身者。
二十九歲，五年前曾為電腦救命中心成員及聖都大學附屬醫院的放射科醫生，但後來因過度於沉迷遊戲之中導致患者失去性命，之後負氣離去，同時也失去醫生執照，另外不知為何其髮色由五年前的一頭黑髮變得如今部分參雜白髮。
對食物的要求不高，被問到喜歡的食物時會說「能吃的東西來者不拒」。
現為無執照行醫的非法醫生，獨自經營黑牌醫院，對由仲介者介紹來接受他治療的病患索取高額醫療費用。與鏡飛彩一樣以醫治患者爲先而完全不會考慮患者的感受。
對其他人亦甚少稱呼其名字，而對其他玩家是以其變身後的名字直呼。
對於自己的醫術頗為自負，自稱「我的技術可是一流的」，「那些在大醫院治不好的病人都會被介紹來找我」。
出乎意料的非常怕鬼，第20話中被西馬妮可帶去遊樂園的鬼屋之後被當中的鬼怪嚇到軟腳，還因此被妮可抓住把柄。
由於現時已經不是電腦救命中心成員，所以鏡飛彩希望將其擊敗從而回收其玩家驅動器及卡帶。
五年前被稱為「天才放射科醫師」，甚至能僅靠常規檢驗儀器看出患者體內的病毒異常感染症狀，被檀黎斗看中並邀請其成為適合者，在適合者的測驗中更是每一項都取得高分。原先似乎不太願意擔任，但後來還是擔任。
不過由於受到原型卡帶的副作用影響，加上五年前的「零日事件」與古納法對戰時戰敗，因此性情大變，并且一見到對方就希望將其徹底打敗。同時因為自己的好友牧治郎的悲劇而希望集齊所有卡帶成爲最强及唯一的假面騎士。
不知是否是因為曾使用副作用劇烈的原型卡帶的關係，不管是全武裝的「龍騎士獵人Z」還是Level 50 的「呯呯模擬」都能在第一次使用時不受其副作用影響的戰鬥。
隨著和西馬妮可的相處，個性漸漸變得圓滑，第27話試圖阻止妮可戰鬥而遭到反抗後被飛彩指出他一直不敢對妮可表露真心，其後向妮可表白自己對於妮可將自己認定為主治醫師一事很開心，並對妮可表示如果妮可要戰鬥的話他不會阻止，即使遊戲病發作他也會不斷的治療，只要妮可繼續待在自己身邊。
第15話因透過血液檢驗得知寶生永夢患有遊戲病而與鏡飛彩聯手攻擊他，期間從永夢手上搶到「龍騎士獵人Z」卡帶。
第18話與檀黎斗對戰期間戰敗并且其持有的卡帶「呯呯射擊」、「噴射戰爭」及「龍騎士獵人Z」均被檀黎斗奪走。
第20話從因副作用而昏迷的鏡飛彩手上得到「Gashat Gear Dual Beta」，並以自我強烈意志成功使用「呯呯模擬」變身成模擬玩家。
第21話從檀黎斗手上奪得「呯呯射擊」卡帶。
第22話為了獨自承擔新卡帶的風險，而將「Gashat Gear Dual Beta」給予飛彩使用，但表面上嘴巴酸飛彩，後在飛彩去打倒崩源體時被妮可說穿目的。之後在卡帶加載「遺傳重組」資料後，準備使用於對戰中，但似乎因不明問題導致無法使用。
第23話將銀白卡帶交給飛彩研究，自己再次使用「Gashat Gear Dual Beta」。
由於其能壓制「Gashat Gear Dual Beta」的副作用，所以在第20話到第31話之間的大部分時間均由其使用「Gashat Gear Dual Beta」。
第26話因古納法的挑釁而決定攻略「假面騎士編年史」這款遊戲。
第27話說明想成為唯一的假面騎士的真正動機是他認為每個人都值得去追尋自己的未來，只要留下沒有可失去之物的他戰鬥就好，即使自己註定將因此被怨恨。
第31話時從檀黎斗手中拿到第二枚「Gashat Gear Dual Beta」。
第34話在飛彩從永夢身上搶走原屬於貴利矢的玩家驅動器離去之時，因為無法拯救小姬的愧疚而攔住永夢不讓其過去。
第36話時吐槽因講解「超越無敵」卡帶使得無敵時間過去導致被檀正宗奪走卡帶而自責的檀黎斗。之後在返回電腦救命中心的貴利矢追問與妮可的關係時，遮掩般地說是自己的病人而已。
第37話在妮可打算給帕拉德最後一擊時出手阻止，之後在飛彩對戰帕拉德及古納法時，為了將五年前的事情了結為由攻擊古納法並與其進行一對一決鬥，但因Level50不敵古納法的Level99而被打擊至解除變身，之後以肉身對戰古納法，但仍不敵甚至重傷昏迷。
第38話在飛彩進行的手術下存活並甦醒，與飛彩的恩怨亦盡解。
第42話因為蓋姆迪烏斯引起的大規模感染而與妮可前往聖都大學附屬醫院協助病患救治。
第43話為拯救身陷遊戲領域的妮可而變身成假面騎士Cronus與檀正宗對抗，期間雖然一度苦戰但在永夢等人的支援下情勢逆轉。
最終話因其功績而正式恢復其醫生執照，同時其所擁有的黑市醫院亦正式改名為花家醫院。
在前傳《假面骑士Snipe Episode ZERO》中，原本不想成為假面骑士，不過因為牧治郎使用卡带入院後改變主意，認為自己是CR中唯一的醫生並且多次使用卡带下，在治療百濑小姬之時卻突然暈倒，使得被衛生省為避免出事而禁止使用卡帶，但是在其個人意願和檀黎斗設計引誘下再次使用卡带，在遭到古納法擊败后，被衛生省以過度沉迷於遊戲和擅自使用卡带而遭到吊销其醫生執照。在看到自己出现白頭髮之後决定不再替患者著想。
於外傳《EX-AID Trilogy Another・Ending 假面騎士Brave ＆ Snipe》裡為了拯救復活後的百濑小姬利用持有的編年史管理卡帶和的Poppy持有的Gashacon Bugviser II變身成假面騎士Cronus，但由於不是完全抗體則變身時間不久且因為多種病毒在體內而十分虛弱。
變身成Level 1 時會用自己的右手握成手槍向12點方向射擊選擇角色。
口頭禪是「Bang！」；迎戰時刻的口頭禪則是「任務開始」（日語原文為）。了結敵人後的口頭禪則是「任務完成」（日語原文為）。
升級成Level 2 的口頭禪是「第二戰術」（日語原文為）；Level 3 的口頭禪是「第三戰術」（日語原文為）；Level 5 的口頭禪是「第五戰術」（日語原文為）；Level 50 的口頭禪是「第五十戰術」（日語原文為）。
雖然在本作為第三騎士，但按故事時間軸，他應為本作第一位假面騎士。
原本因為設定為較狂暴的角色而預定命名為「バラト大我」，但為了與帕拉德（パラド，日文發音相近）區分而修改。
西馬妮可（さいば・にこ）(台譯:西馬彌兒)（黑崎莉奈、宮野叶愛（少女期）飾／台灣配音：高嘉鎂/林筱玲（本篇）、劉如蘋（平成世代FINAL）／香港配音：張惠雯（新映/Starnext劇場版）
騎士玩家妮可的變身者。
第12話登場，突然出現在大我面前的謎樣的美少女，而後多次不請自來地出現在大我面前。
自稱為「天才玩家N（Nico）」，事實上是名年收入一億日圓的職業玩家，里波爾崩源體（Level 5）的寄生者、法尼亞崩源體及蓋姆迪烏斯崩源體的感染者。
似乎對「M」相當敵視，甚至開口說出「M會被我打倒」的話語，但在見識永夢及大我對崩源體的戰鬥後，改口為「M會由我的主治醫師打倒」。並開始與大我一起行動。
個性十分任性，包括大我在內不少人都被她耍得團團轉。
出乎意料也有十分單純的一面，在檀黎斗復活加入CR時曾一度反對，但沒多久就被黎斗拿出的糖果收買。
曾為了讓大我去打倒M，甚至偽裝成遊戲病患者，但被大我識破，之後為了打倒M，乘大我不注意時帶走玩家驅動器及「呯呯射擊」卡帶，並偽裝成遊戲病患者引誘永夢來到，但因為不是適合者的關係而激活隱藏在體內的崩源體病毒感染了遊戲病。
第16話得知敵視M的原因是因為六年前的比賽敗給M，但事後對方不把自己當成對手看待，反而像是前輩對待後輩那樣，但出於自認為玩家的自尊心而不甘願就此認輸。
因為本身是職業玩家的關係，對於遊戲相當精通，甚至能看一眼就知道遊戲的玩法，所以第17話時對搞不清「嚼嚼漢堡」玩法就胡亂開槍射擊漢堡食材的花家大我大力吐槽。
在和大我相處的期間漸漸使大我的個性變得圓滑，偶爾也會跟大我有相聲般的演出。
有著會將居住的任何房間改造成自己喜歡的樣子的興趣。
原本很期待小星作所開發的新遊戲，但看到他的創意都圍繞在『和尚』時與花家大我兩人瞬時傻眼。
第25話與大我兩人一同前往幻夢集團向新任社長天崎戀追問關於假面騎士編年史之事，卻被天崎戀以商業機密的藉口含糊不清地帶過。
第27話在看到天崎戀拍攝的影片後被天崎戀的「你也可以成為英雄」打動，明知可能會有生命危險也要變身成騎士玩家戰鬥，自言「一直以來都只能旁觀」，想要以自己的力量和其他人一起戰鬥，因此一度和大我鬧翻，其後在大我的表白下和好。
第29話在飛彩與大我推斷真相得知6年前在遊戲場打敗她的「M」其實是帕拉德之後，而對一直針對的永夢感到抱歉，並改變主意轉向對帕拉德挑戰。
第37話在飛彩擊敗帕拉德時打算給予他最後一擊但被大我阻止使得帕拉德逃離，之後在大我被古納法擊倒時放聲痛哭。
第38話原先希望飛彩能幫大我治療，但聽到貴利矢所告知的檀正宗陰謀後，反而不願意讓飛彩動手術甚至害怕其挾怨報復害死大我。
第39話在檀正宗的設計下感染蓋姆迪烏斯崩源體的崩源體病毒，後在病床上為過去不知是敗給帕拉德的狀況下一直針對永夢的事而向永夢道歉。
第41話因檀正宗發動Reset能力的關係回到未感染遊戲病的時間點而痊癒。
第42話因為蓋姆迪烏斯引起的大規模感染而與大我前往聖都大學附屬醫院協助病患救治。
第43話被檀正宗抓進「假面騎士編年史」的遊戲領域，在千鈞一髮之際被大我等人救出。
最終話返回校園畢業，並將在之前電玩贏取的獎金入股幻夢集團，並指名小星作為新社長，之後再次來到大我的醫院中，擔任其助手。
在外傳《EX-AID Trilogy Another・Ending 假面騎士Brave ＆ Snipe》中在花家醫院擔任大我的助手，最后與路克・基曼前往美國。
在外傳《EX-AID Trilogy Another・Ending 假面騎士Genm VS Lazer》中使用自身股東權限使幻夢集團開發出《Bang Bang Tank》。
變身的口頭禪是「Game Start」（日語原文為）。
擁有職業水準的電玩實力之故，變身後的實力足夠一人擊破崩源體。
角色命名由來為「說到電玩就是數位（cyber，日文音近「西馬」），因為要讓她像是永夢的對手而命名為『妮可』（日文中ニコ也有微笑的意思）」（ゲームっぽくサイバー、永夢のライバルなので笑顔のニコ）
根據演員訪談，原本的劇本中會由她成為第二代假面騎士Lazer。
Final Stage中成為第二代假面騎士Snipe，稱為假面騎士Snipe Nico

## 監察医務院
九條貴利矢（くじょう・きりや）（小野塚勇人 飾／台灣配音：胡鎮璽/賈文安（本篇）、陳彥鈞（冬季電影版）／香港配音：楊啟健（新映/Starnext劇場版）
假面騎士Lazer、假面騎士Lazer Turbo的變身者。
二十七歲，監察醫務院的法醫，喜歡對死因不明的案子追究到底。第一人稱為「自分（中文可譯為「在下」）」，蓋姆迪烏斯崩源體的感染者。
對夏威夷和夏威夷風格的事物相當喜歡，喜歡的食物是夏威夷米飯漢堡。
曾多次地暗中監看永夢等人的戰鬥。性格隨性且時常欺騙永夢等人，因此鏡飛彩和仮野明日那對其極不信任。
雖然說平時給人一種不可靠的可疑形象，但實際上做為法醫的能力十分優秀，只是因為職務是調查死因而非醫治患者，所以相對於其他人他對於拯救患者比較不熱衷。
為了對崩源體進行死因研究，而對永夢謊稱好友曾為崩源體病毒的受害者騙取永夢協助戰鬥。不過經歷過其與檀黎斗調查衛生省的黑幕時永夢卻相信日向恭太郎，而其亦鼓勵永夢要相信自己並正式成爲戰友。初期稱呼永夢為「高手」，成爲戰友後則直呼其名字。
自稱有一名朋友在五年前因為遊戲病而過世，其實是半真半假，其朋友真正死因是害怕自己死於遊戲病而在恐慌之餘發生意外，由於貴利矢就是告知其罹患遊戲病且可能死亡的人，自此對直接對其他人說實話有了顧忌。
對於Lazer變身為等級2時會變成機車，他的感想是「一開始自己也嚇了一跳，不過習慣之後會喜歡上變成機車奔馳的感覺」。
第7話曾試圖透過揭穿假面騎士Genm 的真面目來挽回自己的誠信，卻因為帕拉德的計謀而導致自己誠信破產。
因透過檀黎斗得知寶生永夢並未動過適合者手術就能成為假面騎士，所以開始調查永夢的相關過去，並得知16年前為重傷的永夢開刀的那位主刀醫生正是日向恭太郎。
第12話透過與幻夢集團前任社長檀正宗對話下，得知有關零日事件的部份真相，欲打算告知永夢等人，卻等到的是檀黎斗的到來。之後雖成功偷取檀黎斗手上的「危險喪屍」卡帶，但卻無法承受過剩的力量而被重創。最後卻被成功用「危險喪屍」卡帶變身的檀黎斗以知道太多秘密的理由擊殺而「Game Over」，「斬斬劍擊」卡帶也被檀黎斗奪走。最後提醒永夢要相信自己並將玩家驅動器及「爆走機車」卡帶交給永夢後數據化死亡並消失。
第22話時透過飛彩查閱其個人電腦後得知，生前留下了遺傳重組資料，是為了某天能透過此資料解決崩源體病毒的禍害。
第23話得知會被檀黎斗滅口的真正原因是因為他打算找到崩源體病毒的源頭也就是世上第一位感染者（寶生永夢），並直接從源頭完全消滅崩源體病毒，但這讓計劃開發「假面騎士編年史」卡帶的檀黎斗認定為阻礙他的擋路石，因此遭到滅口。
第34話被檀正宗以崩源體的身份復活並以假面騎士Lazer Turbo的樣貌出現。
第35話時在永夢對戰阿蘭布拉時出手使用必殺技襲擊後解除變身，後在明日那與永夢等人質問時，說出只要「假面騎士編年史」還在運行的話，人類的生命就可改變，也就不需要醫師的存在後以崩源體方式轉移離去，之後在永夢打算替患者手術時，出手並與永夢展開對戰，後被永夢以重組化能力重組後，原本永夢以為已回復正常，但隨後以拳頭擊倒永夢並對永夢極盡挖苦，之後把永夢抓起來並在說起悄悄話，卻使永夢異常憤怒而被永夢痛毆，後被檀正宗帶走，並獨自重返當初『GAME OVER』的地方。
第36話得知實際上是為了搶奪原型卡帶而佯裝和檀正宗合作，並要求永夢配合他演戲。在計劃成功以及取得被檀正宗奪走的「超越無敵」卡帶後立即背叛檀正宗，並將「超越無敵」卡帶交給永夢。該集尾聲亦回歸CR。其後對妮可，大我以及新檀黎斗在他死亡期間的加入感到訝異，並將檀正宗無視人命的想法告知眾人。
第37話與Poppypipopapo進入原型卡帶的遊戲世界內試圖將因「假面騎士編年史」死亡的人們復活，但得知其數據皆被檀正宗用「假面騎士編年史」的卡帶上鎖後，無功而返回現實世界，並將此消息告知永夢等人，之後與永夢及Poppypipopapo三人前往幻夢集團企圖從檀正宗那奪得「假面騎士編年史」卡帶，但在得知檀正宗利用飛彩消滅帕拉德，讓永夢失去變身能力的陰謀後，阻止了打算打倒檀正宗的永夢，之後三人前往飛彩那邊，但在那看到重傷倒地的大我及因大我重傷而哭的妮可。
第38話為了不讓永夢失去「超越無敵」卡帶的變身能力而與檀黎斗一同前往保護帕拉德，在那聽到檀正宗威脅飛彩施行失敗的手術將大我害死，而在黎斗拖住檀正宗的狀況下，順移回去電腦救命中心將檀正宗的陰謀告知眾人後，就與眾人等待飛彩的手術結果。後於大我在病床上與飛彩和解時，調侃飛彩。
第42話為了開發抑制蓋姆迪烏斯病毒的疫苗而利用「Buggle Driver II」對檀黎斗與自己輸注病毒，並在黎斗成功抑制病毒而開發出「醫生全力XX」卡帶之際將其拘禁於「Buggle Driver II」並交付於衛生省，後被日向恭太郎任命為CR正式成員。
第43話在檀正宗的計畫下復發蓋姆迪烏斯的遊戲病，更因而變成崩源體病毒並狂暴化。
第44話因Poppypipopapo的擴散疫苗下而恢復。
最終話與新任幻夢集團社長小星作合作研發專門對抗遊戲病病毒的疫苗。
在外傳《EX-AID Trilogy Another・Ending 假面騎士Genm VS Lazer》使用BugvisorII的Reset导致神极限全力X失去效力，之後向述說他製作此遊戲真正的目的，最后被檀黎斗使用的重编程能力和崩源體培养计划恢复成人类。
變身成Level 1 時會用自己的右腳向12點方向踢擊選擇角色，11話開始則採迴旋踢方式選擇。變身成Level X時改為踢擊手中落下的卡匣，之後卡匣會自行插入腰帶的插槽
迎戰時刻的口頭禪則是「來勁來勁」（日語原文為）、「先攻必勝」（日語原文為）。
升級成Level 2 的口頭禪是「二檔」（日語原文為）；Level 3 的口頭禪是「三檔」（日語原文為）；Level 5 的口頭禪是「五檔」（日語原文為）；Level 0 的口頭禪是「零檔」（日語原文為）；Level 0 武裝的口頭禪是「爆檔」（日語原文為）。
命名由來為「營造出不自然的氣息（ギザっぽい）的角色」的發想。
原本的劇本就設定會死亡，但並沒有預定要復活，是因為他的人氣在觀眾間相當高所做出的修改

## 幻夢集團（Genm Corporation）
檀黎斗（だん・くろと）（岩永徹也、佐藤光將（少年期）飾／台灣配音：彭彥錚/陳彥鈞（本篇）、胡鎮璽（平成世代FINAL）／香港配音：黃尉斯(平成Generations、ViuTV時王) 、伍博民( True Ending)
假面騎士Genm、假面騎士Genm X的變身者，同時也是推薦永夢進入電腦救命中心（CR）的推薦人，查理崩源體（Level 30）的寄生者。
三十歲，幻夢集團的第二任社長，極為神秘的人物，為了收集遊戲卡帶的數據，多次變身為假面騎士Genm 襲擊永夢等人。
五年前，曾經開發出十款遊戲軟體，卻意外地產生BUG，並且全部都感染了崩源體病毒，進而引發出「零日事件」。
研發遊戲的初衷是為了復活檀櫻子。
表面上友善並經常協助電腦救命中心的醫生及提供有關「零日事件」的綫索，但實則爲人冷血無情，為求目的不擇手段，甚至認為永夢等人不行的話，就會淘汰他們換新的實驗者取而代之，但再次復活後性格卻已大不同以往，反而變成搞笑角色。
其本性並不壞，但在檀正宗有意的引導下個性變得有些扭曲，其後更可能受到原型卡帶的影響使得扭曲的個性更加暴戾。
另外與帕拉德及古納法熟識，甚至是合作關係。不過與他們合作的原因與九條貴利矢一樣，在於調查崩源體如何存在及其結構。同時亦透露每位假面騎士的適合者均需要接受手術，但對於沒有接受手術便可成爲假面騎士的寳生永夢大感意外。
因變身時被九條貴利矢目擊到，因此襲擊重傷他，之後遭到九條貴利矢說出真身並快曝光時，在帕拉德的出手協助下才避免曝光。
之後為了得到新的實驗數據，而故意讓古納法偷聽到他與帕拉德關於原型卡帶的交談，並讓他竊走「原型龍騎士獵人Z（Proto Drago Knight Hunter Z）」的卡帶，隨後將暫未完成的「龍騎士獵人Z（Drago Knight Hunter Z）」的卡帶給予永夢等人，讓他們協助完成並使用。
為獲取「危險喪屍（Dangerous Zombie）」卡帶所需的死亡資料，不惜冒著可能失敗而死亡的風險與永夢等人戰鬥。但在與永夢等人戰鬥期間卻不敵四人聯合的「龍騎士獵人Z（Drago Knight Hunter Z）」，之後Rider Gauge 歸零時以卡帶「危險喪屍（Dangerous Zombie）」來續命，身份正式曝光。
據本人所述，因「原型全力動感X（Proto Mighty Action X）」卡帶副作用的影響，已時日不多。
隨著自己多次使用「危險喪屍」卡帶，其動作（包括變身前後）也漸漸的變得像喪屍般
因為九条貴利矢知道太多秘密甚至想告知永夢等人，故在第12話利用「危險喪屍（Dangerous Zombie）」卡帶要九条貴利矢不要說出，事實上是預謀。首先，使用玩家驅動器是不能承受「危險喪屍（Dangerous Zombie）」卡帶的巨大力量，加上知道九条貴利矢會不領情甚至挑釁，故意讓他使用「危險喪屍（Dangerous Zombie）」卡帶，令他遭卡帶的強大力量衝擊反彈導致重傷。
後從重傷的九条貴利矢腰帶上拿回「危險喪屍（Dangerous Zombie）」卡帶並使用Buggle Driver 成功變身後，便將其擊殺藉此永久封口，事後帶著奪取到的「斬斬劍擊（Giri Giri Chambara）」卡帶離去。
之後得知目的在於創造出究極的遊戲，該遊戲名稱為「假面騎士編年史（Kamen Rider Chronicle）」。
現因不需要永夢等人繼續為他收集數據完成實驗下，開始對永夢等人出手並打算奪取他們所持有的騎士卡帶。第16話出手奪走鏡飛彩所持有的「泰特爾冒險（Taddle Quest）」及「DoReMiFa 節拍（DoReMiFa Beat）」兩款卡帶；第18話奪走花家大我所持有的「呯呯射擊（Bang Bang Shooting）」、「噴射戰爭（Jet Combat）」及「龍騎士獵人Z（Drago Knight Hunter Z）」三款卡帶。
因「全力兄弟XX（Mighty Brothers XX）」卡帶的出乎意料之外地出現，而打算銷毀這款並非由他製作及許可的非法騎士卡帶，但幾次因帕拉德的自作主張而錯失機會。
因認為自己是遊戲管理者（GameMaster），也是遊戲世界的神，因此不允許除了他自己以外的人違反他，甚至不可製作出比他優秀的騎士卡帶。正因如此便有了開發遊戲「假面騎士編年史」的念頭，爲求目的更與崩源體合作，但卻視崩源體為棋子而令帕拉德極為不滿。
第22話為了吸收更多死亡資料，將Buggle Driver 內含的崩源體病毒植入自己體內感染遊戲病，在查理崩源體（Level 30）被Ex-Aid 擊敗後，將其死亡資料吸收使Genm Level X 進化並壓倒性地打敗使用「全力兄弟XX（Mighty Brothers XX）」的Ex-aid 及破壞其玩家驅動器。
第23話第一次與Ex-Aid Level 99對戰時被Ex-Aid Level 99重創並以重編程式將其的不死能力移除。第二次對戰時被Ex-Aid Level 99打敗，戰鬥期間更被Ex-aid Level 99的重編程式功能影響下，使得體內的崩源體病毒抗體程序遭到清除，因而無法使用卡帶變身成為假面騎士。最後被帕拉德搶走「危險喪屍（Dangerous Zombie）」及「假面騎士編年史」卡帶和Gashacon Bugwiser ，並使用「危險喪屍（Dangerous Zombie）」卡帶和Gashacon Bugwiser 將黎斗過去收集的死亡資料注入黎斗體內，最終「Game Over」數據化消失。「斬斬劍擊（Giri Giri Chambara）」、「噴射戰爭（Jet Combat）」及「DoReMiFa 節拍（DoReMiFa Beat）」卡帶則被永夢回收。
第25話得知被帕拉德設計的真正原因是因為帕拉德想把「假面騎士編年史」占為己有，而檀黎斗本身就是最礙眼的擋路石。
第30話以儲存著身體資料的崩源體病毒及帶有記憶資料的「原型全力動感X（Proto Mighty Action X）」始源卡帶結合而重新復活，但也因此具備崩源體病毒的特性，而且因為成為崩源體的關係所以能被收入Gashacon Bugwiser或Gashacon Bugwiser II內。
第31話因以崩源體病毒身份復活的關係，而改自稱為「新檀黎斗（しん・だん・くろと）」，同時強佔「DoReMiFa節拍」的遊戲機台當自己的住所，令眾人非常傻眼。
第32話在眾人詢問最終首領之事時，將蓋姆迪烏斯的相關訊息及假面騎士Cronus的存在告知眾人，之後為了對帕拉德復仇而參戰，但在對戰中，卻看見自己父親檀正宗出現並變身成假面騎士Cronus後，打算與眾人阻止他卻遭到擊敗。
第33話因父親檀正宗濫用自己所創造的「假面騎士編年史」而憤怒，之後與永夢合作並將檀正宗約出談判，在過程中更進一步確認檀正宗從十六年前就開始利用自己了，怒而拆穿其惡質謊言並與他進行戰鬥，在戰鬥過程中犧牲自己一條命並乘機進入檀正宗的「Gashacon Bugwiser II」內阻止他使用「Pause」能力，並讓永夢使用重組能力清除檀正宗體內的崩源體病毒抗體程序，但因鏡飛彩的背叛而導致失敗。
第34話為了打倒假面騎士Cronus而著手開發新的卡帶，但因為Poppypipopapo及永夢兩人先後來要玩家驅動器而使思考混亂。
第35話完成全新的黃金卡帶「超越無敵」。
第36話將「超越無敵」卡帶交給永夢，但首次使用時卡帶卻被彈開，因此自己使用了卡帶的一定時間無敵之能力破解了假面騎士Cronus控制時間的能力，但是卻因為將限制時間的十秒全用在解說卡帶效果而渾然不覺，反遭擊倒並被搶奪「超越無敵」卡帶。之後被大我挖苦但本身毫無反省反而怪罪變身失敗的永夢。
第37話為了不讓永夢失去「超越無敵」卡帶的變身能力而與貴利矢一同前往保護帕拉德，在那聽到檀正宗威脅飛彩施行失敗的手術將大我害死，在犧牲自己多條生命，不斷續關下拖住檀正宗。
第39話因永夢擊殺帕拉德，而令永夢失去變身能力感到氣憤。
第40話在得知帕拉德其實沒死的情況非常高興，之後因檀正宗使用「Reset」導致「超越無敵」卡帶消失而相當驚訝。
第41話因檀正宗使用「Reset」的影響下，剩餘生命回到93條命，但同話因重製「超越無敵」卡帶過程中不斷操勞過度至死，導致自己的殘餘生命被大量消耗。
第42話被貴利矢輸注了蓋姆迪烏斯崩源體的病毒，在經過多次死亡後產生病毒抗性並開發出對抗蓋姆迪烏斯崩源體的疫苗「醫生全力XX」卡帶，其後在貴利矢的計畫下被衛生省逮捕，但因其開發疫苗的貢獻而被獲准留在CR，其後捨棄「新檀黎斗」的名稱並改為「檀黎斗神（だん・くろと・しん）」。
第44話被誤當成EX-AID的《假面騎士Build》擊敗，殘餘命數只剩三條，並在同話因Poppypipopapo的消失而感到傷心。
最終話利用儲存在自己體內的Poppypipopapo的數據使其復活，並在完結前開發了《假面騎士Build》卡帶。
在《假面骑士平成Generations FINAL Build & EX-AID with 傳說騎士》使用假面騎士Build卡帶战斗但是没过多久因副作用解除变身，制作多张假面騎士Build卡带以此让镜飞彩、花家大我、九条贵利矢变身。
在前傳《假面骑士Snipe Episode ZERO》中，当花家大我被禁止使用卡带时帮助花家大我拿到卡带和变身器并刺激他使用卡带。向百濑小姬注入病毒导致古纳法分离出百濑小姬体外，并对百濑小姬说出刺激语句导致其病情加重。在古纳法将成为完全体时决定停止散播病毒。
在《假面骑士EX-AID [里技]假面骑士Para-DX》中，欺騙帕拉德和永梦玩拯救Poppypipopapo的遊戲，在他們游戏通关时逃脱電子監牢。
在外傳《EX-AID Trilogy Another・Ending 假面騎士Brave ＆ Snipe》復活拉夫利卡，並利用他獲得花家大我手上那枚能變身成假面騎士Cronus的假面騎士編年史卡帶。
在外傳《EX-AID Trilogy Another・Ending 假面騎士Para-DX with Poppy》中與八乙女纱衣子合作，並利用花家大我掉落的假面騎士編年史卡帶復活其父檀正宗，並讓八乙女纱衣子將Another 帕拉德誕生，隨後在Another 帕拉德戰敗後暴露出其真正目的並將Another 帕拉德吸收用來製作出（神極限全力X）卡帶。
在外傳《EX-AID Trilogy Another・Ending 假面騎士Genm VS Lazer》利用神極限全力X启动《僵尸编年史》和《宇宙编年史》，被九条贵利矢使用Reset导致神極限全力X失效，最后被九条贵利矢消灭，临死前改名为檀黎斗。
變身成Level 1 時會用自己的左手掌向12點方向選擇角色。
復活後迎戰時刻的口頭禪是「即使續命也要通關！」（日語原文為）。
升級成Level 2 的口頭禪是「Grade 2」（日語原文為），Level 3 的口頭禪是「Grade 3」（日語原文為），Level 0 的口頭禪是「Grade Zero」（日語原文為），Level X - 0的口頭禪是「Grade X Zero」（日語原文為），Level Billion的口頭禪是「Grade Billion」（日語原文為）。
命名由來其實是來自他製作的「假面騎士編年史」。
檀黎斗是一名非常熱愛遊戲的人，同時他會按著自己的本性去行動因此引發出「零日事件」以及之後的「喪屍編年史」事件。這些事蹟使醫療科技不斷進步，然而其性格與超前的想法卻使世人視他為惡魔。
於《假面騎士ZI-O》第8-10話登場，在第9-10話成為了另類OOO的變身者。
帕拉德（甲斐翔真飾／台灣配音：徐偉翔/馬伯強（本篇）、歐祖豪（平成世代FINAL）／香港配音： 郭湛深（新映/Starnext劇場版）
假面騎士Para-DX、假面騎士EX-AID Level XXR的變身者，也是最初的崩源體。
崩源體中宛如參謀般的存在，也是負責散播病毒的媒介者。經常拿著遊戲機玩「全力動感X（Mighty Action X）」。
性格沉著冷靜，有著毀滅人類的企圖，但極為遵守遊戲規則，甚至會對違反遊戲規則的人表達不滿。
曾於檀黎斗快曝光身分之時，出手協助他並以假面騎士Genm 的變身者身分出現在永夢等人面前。
於古納法竊走「原型龍騎士獵人Z（Proto Drago Knight Hunter Z）」的卡帶之時，暗中目睹全部經過，並且早就知道是檀黎斗的計畫。
之後開始經常暗中監視永夢戰鬥，並得知其為天才玩家「M」的身份。
在古納法被消滅後，順勢把「原型龍騎士獵人Z（Proto Drago Knight Hunter Z）」的卡帶給回收。
在永夢等人打倒索爾堤崩源體（Level 3）時，暗中運用Gashacon Bugwiser 回收其殘存資料。
第13話從檀黎斗手上獲得對崩源體使用的實驗卡帶，但他卻把卡帶給予了永夢。
第15話從檀黎斗手上得到騎士卡帶「Gashat Gear Dual」，並以對戰的方式向永夢等人展現出此騎士卡帶強大的力量。
第16話得知協助檀黎斗的目的只是能享受更有趣的遊戲，而且對他來說阻礙他遊戲樂趣的都是敵人，即使是合作對象檀黎斗。
第17話起因目睹檀黎斗以殘忍的手法對待崩源體而對其產生不滿。
第18話起因檀黎斗把崩源體們當成棋子看待，甚至只是回收卡帶的誘餌的情況下，憤而對檀黎斗出手，是唯一一人能將檀黎斗打至解除變身的人。
第20話再次出現在檀黎斗面前，並要他不要再違反規則亂跨線。
第23話在檀黎斗被Ex-aid 擊敗時現身並搶走「危險喪屍」卡帶和Bugle Driver ，並使用此卡帶和Gashacon Bugwiser 將黎斗過去收集的死亡資料注入黎斗體內後離去，更奪去了檀黎斗在幻夢集團的一切，包含未完成的「假面騎士編年史」卡帶資料。
第24話時讓天崎戀對Poppypipopapo（仮野明日那）進行洗腦控制，並將古納法及其他被打敗的崩源體重新復活，更透過讀取其資料來完成「假面騎士編年史」，同時開始他的新計畫。
第25話時出現在永夢身旁，並以強勢力量擊倒一般民眾們所變身的騎士玩家，之後挑釁般告知永夢「假面騎士編年史」其實是崩源體對驕傲自大的人類們進行狩獵的遊戲並讓他嘗試被狩獵的感覺。
第26話與永夢對戰時卻被其Level 99的力量重創，其後返回幻夢集團養傷。
第28話因Poppypipopapo被永夢以重組能力恢復記憶不再想戰鬥，而被他認為是違反遊戲規則地對Poppypipopapo威嚇，之後因永夢的關係使Poppypipopapo恢復笑容，又加上永夢不與他戰鬥的關係，憤而出現在永夢面前告知自己就是他的崩源體，並搶奪了永夢的身體控制權。
第29話利用永夢的重組化能力使自己擁有人類的遺傳因子，並藉檀黎斗的玩家驅動器升級型態成為完美擊倒玩家 Level 99，並已升級後的強大力量接二連三打倒大我、飛彩、永夢，最後再次搶奪了永夢的身體控制權離去。
第30話藉由控制永夢身體並以永夢的狀態出現在眾人面前，但因脫口說出屬於「M」的自稱語而被識破，於是脫離永夢身體並以 Level 99襲擊明日那使永夢憤怒，後在脅迫永夢下，兩人來到廢棄的Next Genome研究所裡決鬥，在擊敗永夢後並打算解決掉永夢時，卻被Genm 動作玩家Level 0出手破壞並與他對戰，對於已遭到他消滅的黎斗還活著感到驚訝，後打算再次搶奪了永夢的身體控制權離去，但因為動作玩家Level 0的遊戲領域特性下失敗，只好獨自離去。
第31話在永夢對戰查理崩源體時出現並打算與永夢做個了結，但因Poppypipopapo放出檀黎斗阻擋下，轉而與黎斗對戰，為了消滅擋路的黎斗以強力必殺技消滅他，卻因為黎斗的99命續關及強制降級的崩源體特性下轉身離去，之後在打算消滅民眾所變身的騎士玩家時，黎斗突然出現而作罷轉而與黎斗再次對戰，之後因Poppypipopapo的出現，反而以偏袒人類不再是崩源體成員的理由利用帶有危險喪屍卡帶病毒的必殺技消滅她，但被檀黎斗以犧牲一命拯救，之後被不讓Poppypipopapo消失的黎斗及打算讓黎斗為其所作所為徹底贖罪的永夢聯手逼退離去，「危險喪屍（Dangerous Zombie）」卡帶亦被黎斗奪回。
第32話與永夢等人進行決戰之時，檀正宗突然出現在雙方面前，並變身成假面騎士Cronus先後打倒假面騎士們與他們，最後在拉夫利卡被擊殺無法復活時，原認為完全體的崩源體不會因任何情況遭到消滅的自信產生了動搖。
第33話因受到檀正宗的威脅而感到害怕，之後更因索爾堤在自己眼前遭到檀正宗從「假面騎士編年史」介面刪除掉而情緒低落，但在古納法提出與永夢合作對抗檀正宗後才恢復了自信。
第34話與古納法出現在電腦救命中心，藉由挾持鏡灰馬來向檀黎斗尋問關於蓋姆迪烏斯之事，在得到答案後與古納法離去，隨後與古納法進入「假面騎士編年史」的遊戲世界內獲取蓋姆迪烏斯的樣本資料來對付檀正宗，但因為假面騎士Lazer Turbo的出現使樣本資料遭到抑制而失敗，隨後與古納法及趕來的永夢皆遭到檀正宗擊敗。
第36話因Poppypipopapo的關係出現在永夢面前，之後因永夢說出要求協助打倒檀正宗，而向永夢提出兩人對戰的條件，在得到永夢的許諾後進行協助。之後在永夢說出與貴利矢的計畫後才知自己上當，但也期待永夢以無敵玩家與自己對戰的那天後離去。
第39話因妮可感染蓋姆迪烏斯的遊戲病而被永夢提出決鬥要求，最後仍不敵無敵玩家而戰敗，在消失前一刻被永夢吸收。
第40話在親身面臨死亡的恐懼下悔悟自身所犯下的罪行，後在永夢的鼓勵下決定與其聯手對抗正宗，並展現了完美無缺的聯手作戰成功擊敗假面騎士Cronus並破壞「假面騎士編年史」卡帶，其後卻因正宗發動Reset能力而功虧一簣。
第41話與Poppypipopapo企圖說服古納法與CR聯手卻遭對方回絕。
第44話使用「醫生全力XX」卡帶向已和檀正宗分離的蓋姆迪烏斯同歸於盡，消失前一刻能夠和永夢一起玩遊戲而感到欣慰。
最終話得知在消失前已將部分數據保留在永夢身上因而復活。
在《假面骑士平成Generations FINAL Build & EX-AID with 傳說騎士》中得知为了取回永夢的满装瓶到了build的世界，2年后找到桐生战兔并与战兔返回exaid的世界。
在《平成FINAL》的後續故事《假面騎士EX-AID [裏技]假面騎士Para-DX》中，好勝的他和永夢被黎斗欺騙玩協助黎斗自身逃離電子監牢的遊戲，第一次使用Level 39的卡帶KNOCK OUT FIGHTERS 2。
轉換型態的口頭禪和永夢相同為「大變身」（日語原文為）；Level 99時的口頭禪與永夢同樣為「MAX大變身！」（日語原文為）。
角色命名由來是「悖論（paradox）」，因為他是跟永夢相悖的存在
古納法（グラファィト）（町井祥真飾／台灣配音：胡鎮璽/賈文安）
幹部級別的崩源體，負責監察病毒散播情形及感染者的狀態。
與帕拉德性格相反，喜歡以戰鬥決定事情。
似乎與花家大我之間有不明原因的糾葛問題。
另外因他奪取百瀨小姬存在的關係，而被鏡飛彩視為打倒的目標。同時亦是花家大我渴望打倒的目標。
曾偽裝成遊戲病患者欺騙永夢等人，及到幻夢集團內偷取新開發的4款卡帶。
後因多次失敗而被檀黎斗禁止使用Gashacon Bugviser。
之後為了打倒假面騎士及產生新的崩源體，乘著檀黎斗不在幻夢集團之際，竊走「原型龍騎士獵人Z（Proto Drago Knight Hunter Z）」的卡帶並藉此強化自己及散佈崩源體病毒，但殊不知一切都是檀黎斗的計畫。
第10話時被永夢等人所組成的Level 5 狩獵小隊給消滅了，「原型龍騎士獵人Z」的卡帶也被帕拉德回收回去了。
第24話時帕拉德利用Gashacon Bugwiser使其重新復活，並成為假面騎士編年史的十二位守關崩源體首領之一。
第25話時在與帕拉德的對話中出言諷刺檀黎斗精心謀劃三十年的一切全都為它們崩源體的嫁衣，還落得「Game Over」的下場。
第26話時出現在大我及妮可面前，並且挑釁般要大我加入「假面騎士編年史」的遊戲中與他一決勝負。
第28話因Poppypipopapo記起過去宿主的記憶，而向她告知自己也有百瀨小姬的記憶。
第32話再次出現在永夢等人面前，並以進化後的Level 99擊敗大我，之後與永夢等人進行決戰時，卻因檀正宗介入並變身成假面騎士Cronus擊倒假面騎士們及他與帕拉德和擊殺拉夫利卡，本打算利用Gashacon Bugwiser讓拉夫利卡再次復活，但因為擊殺時的空間是靜止狀態而無法實行。
第34話與帕拉德一同出現電腦救命中心，在帕拉德挾持鏡灰馬時，順手把本該給鏡飛彩品嘗的蛋糕拿來試吃。之後與帕拉德嘗試培養蓋姆迪烏斯的崩源體病毒並把它用來在戰鬥中阻斷檀正宗使用「Pause」的能力，但因為突然出現的假面騎士Lazer Turbo導致失敗。
第35話同時因無法負荷體內所植入的蓋姆迪烏斯病毒樣本而產生異變同時導致身體相當虛弱。
第41話在回絕帕拉德與Poppypipopapo聯合騎士對抗Cronus的提議後，獨自一人與飛彩、大我及妮可決戰，從中找到戰鬥意義的他在戰敗後滿足的倒下，留下了「龍騎士獵人Z」卡帶獎盃，Gashacon Bugviser則被強尼・馬克希瑪拾去。
於外傳《EX-AID Trilogy Another・Ending 假面騎士Brave ＆ Snipe》得知是檀黎斗向百濑小姫注入病毒後成為第一個自行分離出宿主的崩源體，在百瀨小姫消失後成為完全體形態。
與花家大我同樣不以變身者名字而是以變身後的騎士名稱來稱呼騎士們。
變身的口頭禪是「培養」（日語原文為）。
古納法的名稱是以碳的一種同素異物體「石墨」這個英文名稱來稱呼。
天崎戀（あまがさき・れん）（小手伸也飾、諏訪部順一（洗腦、怪人型態）聲／台灣配音：彭彥錚/陳彥鈞）
幻夢集團第三任社長，極為自戀，甚至在社長辦公室內擺上自己的照片像及用手鏡不斷照看自己。口頭禪是「在世界中心 I Love You」，後於外傳時改為「在世界中心 I Miss You」。
表面上講究世間要充滿愛，實則老奸巨猾，甚至以此道德綁架，讓人無法集中精力，此外武力無法對其造成傷害，但負能量語言可以做到暴擊。
其真實身分為拉夫利卡崩源體，並且擁有來回現實世界及遊戲世界的能力。
因樂隊「Neironz」的成員受傷而來到電腦救命中心探望，但看到仮野明日那並得知她就是Poppypipopapo 後短暫驚訝下，反而轉向邀請她擔任「假面騎士編年史」的主唱歌姬，為她進行洗腦。
在成功洗腦後，將她帶離電腦救命中心並來到帕拉德所在處，並從其口中得知所謂新遊戲主唱海選會其實是個幌子，真正目的在於將Poppypipopapo 洗腦控制。
在大我及妮可討問關於遊戲「假面騎士編年史」之事，以商業機密的藉口隨口帶過，之後飛彩在討問為何讓Poppypipopapo 涉入「假面騎士編年史」遊戲時，反以只是邀請她擔任遊戲代言人的理由來忽悠飛彩，更向大我及飛彩表示過沒多久，他們一定會涉入其中的。
原先因「假面騎士編年史」卡帶熱賣而自我陶醉，但接著因衛生省召開對「假面騎士編年史」卡帶的回收及禁止使用的關係而錯愕，但隨後在帕拉德的命令下轉換策略銷售「假面騎士編年史」卡帶。
在大我為妮可用「假面騎士編年史」卡帶變身之事來到幻夢集團與他爭辯，在過程中因大我一直揪住他的西裝，導致怒而使出崩源體的能力攻擊大我，之後為了控制西馬妮可，而變身為拉夫利卡崩源體阻擋永夢三人，但最後因大我打倒法尼亞崩源體，加上妮可說出在戀愛遊戲中屬於必殺的話語下慌張離開。
第32話與帕拉德和古納法三人聯手與假面騎士們交戰，在Ex-aid Level 99 的重編程式功能影響下喪失了物理攻擊無效的能力，最後被變身為假面騎士Cronus的檀正宗擊倒，由於被消滅之際時間為靜止，因此無法復活。
在外傳《EX-AID Trilogy Another・Ending 假面騎士Brave ＆ Snipe》中因檀黎斗的計畫而得以重新復活，隨後利用百瀨小姬及西馬妮可折磨鏡飛彩與花家大我兩人，但最後仍被鏡飛彩給擊倒。
變身的口頭禪與古納法同樣為「培養」（日語原文為）。
第27話中曾有過大量惡搞《LoveLive!》的演出，其飾演者小手伸也亦親自證實在演出時努力藏了很多梗。
小星作（こぼし・つくる）（宇野祥平飾／台灣配音：彭彥錚/孟慶府）
幻夢集團開發部社員，擁有五年以上開發製作卡帶的相關經驗，巴加蒙崩源體與摩塔斯崩源體（Level 5）的寄生者。
在製作完成「嚼嚼漢堡（Ju Ju Burger）」遊戲資料時當下就感染遊戲病，並且隨後誕生出巴加蒙崩源體。
因巴加蒙崩源體是他設計出來的角色，因此對其如親生兒子般看待，但因為檀黎斗無情的絕殺下使得巴加蒙消失。
後因為了迎接幻夢集團新任社長上任下，集團內部發起製作新遊戲的競賽，但他對此相當地煩惱，卻因此成為檀黎斗利用的誘餌而再次感染遊戲病。
之後被花家大我以大量資金要求他開發出能擊敗擁有不死之身的喪屍的遊戲。起初沒有自信能開發出新遊戲，但因妮可的激將法而願意協助開發製作遊戲。
不過其後製造出的遊戲主題不知為何選用了「和尚」作為主題，其奇特品味讓妮可和大我兩人非常傻眼。
於最終回時因某位大股東的推薦下就任幻夢集團第五任社長並與九條貴利矢合作研發專門對抗遊戲病病毒的疫苗。
檀正宗（だん・まさむね）（貴水博之飾／台灣配音：胡鎮璽/賈文安／香港配音：蔡威賢(True Ending)
假面騎士Cronus、蓋姆迪烏斯克洛諾斯的變身者，蓋姆迪烏斯崩源體的寄生者,55歲。
本作最終反派，幻夢集團的第一兼第四任社長，也是檀黎斗之父，知道「16年前的永夢和黎斗的關係點」及「永夢為何不需要接受手術就能使用玩家驅動器變身假面騎士的理由」的神秘人物。
因「零日事件」遭到逮捕入獄，但真正入獄的原因是因為檀黎斗將罪責推至其身上而被捕，而後得知他其實也是利用黎斗及帕拉德等人來完成他的目的。
由於擁有假面騎士Cronus的力量，所以也可以和崩源體一樣自由的出入遊戲世界。
第21話對永夢和明日那說出在西元2000年時因為全世界的電腦運算錯誤之下而產生崩源體病毒，但因為黎斗的野心並利用崩源體病毒而導致零日事件的引發，更因此拜託永夢阻止自己的兒子的野心。
第32話被釋放後回歸幻夢集團，並打算奪回社長之位繼續擔任社長，但也因此與現任社長天崎戀起了衝突，之後前往衛生省盜走裝有十款原型卡帶的箱子，在永夢等人對戰崩源體時，出現在雙方面前，並訴說自己與永夢同樣早在16年前就已經感染了崩源體病毒，同時也因此得到完美抗體，更使用「假面騎士編年史（Kamen Rider Chronicle）」卡帶及Buggle Driver II 變身成假面騎士Cronus，並利用「pause 」能力擊倒永夢等假面騎士、帕拉德和古納法等崩源體首領及將拉夫利卡崩源體完全消滅，之後在眾人面前宣言，「假面騎士編年史」將由他全權管理。
第33話出現在帕拉德等崩源體藏身處，威脅他們並且無情地將拉夫利卡（也就是天崎戀）所遺留的玫瑰花在帕拉德及古納法面前踐踏，之後在永夢等人對戰索爾堤時，出現並帶走飛彩，並利用小姬的再次復活與飛彩進行交易成為他的部下，更在永夢及明日那來到幻夢集團談判時，在兩人面前透過「假面騎士編年史」的介面無情地刪除掉索爾堤崩源體，後在黎斗的計畫下與黎斗戰鬥，並用必殺技消滅黎斗，卻中黎斗的計謀受到束縛，但因飛彩背叛永夢下脫困，再次擊倒永夢及黎斗並與飛彩一同離去。
第34話向飛彩透漏因為成為假面騎士Cronus的關係，可以像崩源體一樣於現實和遊戲世界兩邊來回，後以管理崩源體的理由將九条貴利矢重新復活。
第35話因「假面騎士編年史」遊戲人數上升緩慢而召開對策會議，並開始大量生產「假面騎士編年史」卡帶準備銷售於其他國家，之後在貴利矢與永夢對決時，出言告知永夢等人關於貴利矢所做的一切行為都出於其自身的意志，隨後擊敗永夢帶走貴利矢，最後結尾時希望飛彩回應他的期待而將準備好的「泰特爾傳承（Taddle Lagacy）」卡帶給予他。
第36話在得知「超越無敵」卡帶出現後因檀黎斗將限制時間的十秒全用在解說卡帶效果而奪走「超越無敵」卡帶，但遭九條貴利矢背叛，十款原型卡帶及「超越無敵」卡帶被九條貴利矢奪回，並被Ex-aid以「超越無敵」卡帶的力量擊敗而逃走。事後以百瀨小姬為人質來威脅飛彩要將永夢消滅。
第38話威脅飛彩在手術過程中將大我害死，但因飛彩最終完成手術，在無法得到要求下，在飛彩面前將百瀨小姬的數據刪除。
第39話到電腦救命中心將蓋姆迪烏斯崩源體病毒注入西馬妮可體內。
第40話被帕拉德和永夢聯手擊敗，使得假面騎士編年史卡帶因此損壞，但因檀正宗盛怒之下觸發Reset而令假面騎士編年史卡帶再次復活，同時無敵卡帶消失。
第41話因Reset的能力下，導致原本奪取回來的玩家驅動器和卡帶返回飛彩等人身上，而令與機器視覺集團的交易告吹。
第42話原先因蓋姆迪烏斯崩源體降臨使崩源體病毒大量擴散導致民眾感染遊戲病而極為興奮，但在永夢使用「醫生全力XX」卡帶施展必殺技中和掉蓋姆迪烏斯體內的崩源體病毒後極為憤恨，之後親自出手消滅蓋姆迪烏斯崩源體，並將蓋姆迪烏斯的崩源體病毒數據植入自己體內後，向在場的永夢等人宣告「假面騎士編年史」真正最終首領就是他後消失離去。
第43話藉由植入自己體內的蓋姆迪烏斯病毒變身為蓋姆迪烏斯克洛諾斯，並使已治癒的蓋姆迪烏斯感染者們再度發病，其後為使「假面騎士編年史」重啟而計畫抹殺已集齊全部卡帶獎盃的妮可，之後雖然遭大我率領的醫療團隊擊敗，卻藉由進化為超蓋姆迪烏斯使患者轉變成崩源體病毒。
第44話中被永夢等人的Level 1型態加上帕拉德利用全力醫生XX的捨身抵抗，將蓋姆迪烏斯分離出來並消滅，由於之前擊敗蓋姆迪烏斯所以依舊能使用其武器Deus Rusher和護盾Deus Rampart。
最終話的終極對戰中被Ex-Aid的Level 2擊敗兼「假面騎士編年史」卡帶被破壞，在無法接受自己失敗的情況下利用卡帶自插而數據化消失。
在外傳《EX-AID Trilogy Another・Ending 假面騎士Para-DX with Poppy》中被檀黎斗复活，得知其目的後大為光火，甚至表明后悔当初生下檀黎斗。
在外傳《EX-AID Trilogy Another・Ending 假面騎士Genm VS Lazer》摆脱束缚变身成假面騎士Cronus，被檀黎斗击败后拜托九条贵利矢阻止檀黎斗，将Cronus的力量输入故障驱动器后消失。
變身時不是自己將卡帶插入驅動器，而是讓卡帶自手中落下後自行插入驅動器。
認為假面騎士和崩源體不配有名字，於是以卡帶的代號來稱呼，如果持有複數遊戲的卡帶則是以持有卡帶中力量最強者稱之，也會隨著對方入手強力的新卡帶而改變稱呼）稱呼，以示對他而言不論騎士或崩源體都只是幻夢公司的「商品」，命運只能由他決定，只要是他認定其毫無商品價值的「商品」就會絕版下架。
擊殺對手時的口頭禪為「（對方的遊戲名稱）絕版下架了（日文原文為）」
與《假面騎士W》的園咲琉兵衛、《假面騎士Wizard》的笛木奏、《假面騎士Drive》的蠻野天十郎等皆為父親類型的反派角色。
如果分類的話，他是創造了名為檀黎斗的惡魔出現在世上的人。他是一名非常傲慢的人，他將生命視為商品（除了檀櫻子）。結果自己付出沉重的代價，不但失去人們的尊重而且喪失了人性。不過拜托九条贵利矢阻止檀黎斗一事算是其唯一的贖罪，因為在看到檀黎鬥更為瘋狂的《喪屍編年史》後才追悔莫及。

## 衛生省
日向恭太郎（ひなた・きょうたろう）（野村宏伸飾／台灣配音：李勇/孟慶府（本篇）、鈕凱暘（冬季電影版））
仮野明日那的上司，也是電腦救命中心的創立者。曾任職醫生的他現在是衛生省的大臣官房審議官，同時也是寶生永夢的救命恩人。Proto Hunter Gama的寄生者。
不希望五年前所發生的悲劇「零日事件」再次發生，因此命令明日那重新啟動電腦救命中心。
來電腦救命中心視察之時，卻遭到古納法以「原型龍騎士獵人Z」卡帶植入感染崩源體病毒，因而變成遊戲病患者，之後在永夢等人打倒古納法下得以痊癒。
因古納法的關係導致崩源體病毒感染問題擴大，於是召開記者會向世人公佈關於崩源體病毒所造成的遊戲病及與其對抗的假面騎士之事。
在永夢等人因為一時的錯誤使檀黎斗逃離並占據幻夢集團，加上永夢的玩家驅動器遭到腐蝕情況下，向永夢等人下令如果無法解決黎斗之事的話，將忍痛地革除他們CR成員的身分，在解決事件後，出言安慰因無法拯救黎斗而自責的永夢。
因「假面騎士編年史」卡帶的影響過大關係，甚至假面騎士們都成為攻擊目標，而對永夢及飛彩下達等待命令，並緊急召開記者會，正式宣布對「假面騎士編年史」卡帶的回收及禁止使用，之後得知永夢與飛彩私自出動拯救病患之故，轉而在記者會中望大眾能相信電腦救命中心的救援能力。
第42話任命九條貴利矢為電腦救命中心的正式成員。
最終回時感謝永夢等人阻止「假面騎士編年史」的災情擴大，並在永夢的請願下陪同永夢招開記者會，並在記者會中對於永夢的想法在旁給予點頭肯定。
片山景樹（かたやま・かげき）（中村公隆飾／台灣配音：胡鎮璽/孟慶府）
衛生省的職員，奉命令將檀黎斗帶回衛生省進行調查，但在檀黎斗的詭計下，將其交給永夢等人治療。
第42話再次奉命令逮捕檀黎斗，在九条貴利矢拿出Gashacon Bugwiser II時感覺莫名其妙，在得知裡面關著檀黎斗後就返回衛生省交付任務。

## 次世代基因組研究所
財前美智彥（ざいぜん・みちひこ） （佐野史郎飾／台灣配音：陳彥鈞）
來瀬莊司（くるせ・そうじ） （棚橋弘至飾／台灣配音：歐祖豪）
武田上葉（たけだ・あげは） （山本千尋飾／台灣配音：張乃文）
龍崎一成（りゅうざき・かずなり） （鈴之助飾／台灣配音：江志倫）

## 機器視覺（Machina Vision）
強尼・馬克希瑪（ジョニー・マキシマ）
南雲影成（なぐも・かげなり）（堂珍嘉邦飾）

## 遊戲病患者（Burgster）
須山颯太（すやま・そうた）
第1話登場，索爾堤崩源體的寄生者。
因為不明頭暈症狀入住聖都大學附屬醫院的男孩患者。
為了想去參加電玩遊戲「全力動感X（Mighty Action X）」的發表會而逃離醫院。
名取蓮介（なとり・れんすけ）
第2話登場，阿蘭布拉崩源體的寄生者。
因為戀人麻美臨時取消婚禮的關係而發病的男性患者。
北見勇樹（きたみ・ゆうき）
第3話登場，里波爾崩源體的寄生者。
因咳嗽無法痊癒而在聖都大學附屬醫院就診的8歲男童患者。
因害怕醫生而遲遲不願看病，甚至想逃離醫院。
西脇嘉高（にしわき・よしたか）
第4話登場，摩塔斯崩源體的寄生者。
九條貴利矢的好友，同時也是監察醫務院的法醫。
因妹妹西脇莉子遭到綁架而請求永夢協助救出。
第22話時因鏡飛彩來到監察醫務院尋找關於九條貴利矢私下調查的資料之時，而將貴利矢的個人物品借給飛彩查閱。
堀内曜子（ほりうち・ようこ）
第6話登場，柯拉波斯崩源體（激突機械）和柯拉波斯崩源體（DoReMiFa 節拍）的寄生者。
清空音樂大學的女大學生。
因不想耽誤戀人窪山誠一的夢想而未告知已感染了遊戲病。
百瀨小姫（ももせ・さき）
第6話登場（鏡飛彩的回憶），古納法崩源體的寄生者。
鏡飛彩的戀人，極為支持他完成夢想。
因被古納法奪取她的身體的關係而被失去存在，使得鏡飛彩誓言要打倒崩源體。
第34話以數據資料型態出現在飛彩面前，但因為是數據的關係，只會重複生前最後的一句話。
第36話被憤怒的檀正宗用來威脅飛彩使用「泰特爾傳承」卡帶對付永夢。
第37話被檀正宗吸收入Gashacon Bugwiser II做為威脅飛彩的籌碼。
第38話因飛彩救醒大我的情況下被檀正宗刪除數據資料而消散於天空中。
第40话因檀正宗reset能力重新恢复數據資料。
在前傳《假面骑士Snipe Episode ZERO》中得知是与镜飞彩争吵后发作游戏病，知道镜飞彩不会理会她时没有向镜飞彩透露自己生病的事情。被檀黎斗注入病毒后且檀黎斗说出语句刺激下加重病情，在鏡飛彩看望时消失。
在外傳《EX-AID Trilogy Another・Ending 假面騎士Brave ＆ Snipe》里被檀黎斗复活，被天崎恋洗脑并交往，後被花家大我解除洗脑，最后与鏡飛彩道别后消失。
岡田譽士夫（おかだ・よしお）
第7-8話登場，柯拉波斯崩源體（斬斬劍擊）和柯拉波斯崩源體（噴射戰爭）的寄生者。
與九条貴利矢住同病房的中年患者。
不想因家裡工廠的問題耽誤女兒的幸福而對她惡言相向。
山中周平（やまなか・しゅうへい）
第11-12話登場，索爾堤崩源體（Level 3）的寄生者。
因腳傷痊癒能在聖誕節前出院，但隨後因遊戲病發作而再次住院的男孩患者。
似乎因父母工作繁忙而不能陪伴他的情況下對聖誕節及蛋糕產生厭惡感。
白河一樹（しらかわ・かずき）
第13-14話登場，阿蘭布拉崩源體（Level 5）的寄生者。
京雙大學醫院的外科醫生，也是位名醫。
因知道自己的胰腺癌症狀已經相當嚴重而放棄治療。
山戶舞（やまと・まい）
第19話登場，加茲通崩源體（Level 30）的寄生者。
日本舞流派「滝之流」的舞者。
因擔心在公演上砸了滝之流招牌導致壓力過大而引發遊戲病。
江上大介（えかみ・だいすけ）
第20話登場，法尼亞崩源體（Level 30）的寄生者。
有懼高症的男大學生。
因打算邀請暗戀的對象來遊樂園玩但過於害怕刺激性遊樂設施而導致引發遊戲病。
上杉平次（うえすぎ・へいじ）
第21話登場，凱伊登崩源體（Level 30）的寄生者。
因為自己的兒子上杉玄太感染崩源體病毒而消失，而開始獨自調查「零日事件」的刑警。
多次與檀正宗會面卻無法得知任何事情之下而引發遊戲病。
最終回時透過署內電視觀看衛生省的記者會。
岩本空（いわもと・ソラ）
第24話登場，摩塔斯崩源體（Level 20）的寄生者。
因遭到器材擊傷腹部而入住聖都大學附屬醫院救治的樂隊「Neironz」女主唱。
因其他兩位團員席德及宍戶為了樂團之事起爭執勸架不成而引發遊戲病。
席德（シド）
第24話登場，加茲通崩源體（Level 40）的寄生者。
樂隊「Neironz」合樂手。
因為了樂團之事與另一名團員宍戶起爭執而引發遊戲病。
宍戶（シシド）
第24話登場，凱伊登崩源體（Level 40）的寄生者。
樂隊「Neironz」和太鼓手。
因為了樂團之事與另一名團員席德起爭執而引發遊戲病。
天馬（テンマ）
第25-26話登場，參加遊戲「假面騎士編年史」的一般玩家，索爾堤崩源體（Level 10）的感染者。
對於自身的遊戲技術相當地有自信，但目睹永夢等人戰鬥後開始相信其並自願放棄使用「假面騎士編年史」卡帶。
辻
第25話登場，參加遊戲「假面騎士編年史」的一般玩家。
最後因被帕拉德擊敗而恐懼地「Game Over」消失。
菱沼紗紗美（ひしぬま・ささみ）（田中明飾）
於前傳《假面騎士Snipe Episode ZERO》中登場。
花家大我當時還在聖都大學附屬醫院放射科擔任醫生時的病人。
相田望（あいだ・みずき）
第27話登場，為了拯救因「假面騎士編年史」消失的男友而參加遊戲的一般女性玩家，里波爾崩源體的感染者。
鮫島拳（さめじま・けん）
第28話登場，參加遊戲「假面騎士編年史」的一般玩家，性格極為熱血激動，Poppypipopapo的感染者。
刈太（カリタ）
第30話登場，參加遊戲「假面騎士編年史」的一般玩家，喜好賽車，摩塔斯崩源體的感染者。
泉照代（いずみ・てるよ）
第31話登場，為了拯救因「假面騎士編年史」消失的兒子泉涼平而參加遊戲的一般中年女性玩家，查理崩源體的感染者。
最終回時透過戶外電視觀看衛生省的記者會。
秋內收史（あきうち・しゅうじ）
第33話登場，參加遊戲「假面騎士編年史」的一般玩家，強烈拒絕於CR的治療，索爾堤崩源體的感染者。
草野一郎（くさの・いちろう）
第34話登場，愛說哲學性話語的青年，加茲通崩源體的感染者。
都築隼人（つずき・はやと）
第35-36話登場，為了拯救因「假面騎士編年史」消失的好友而參加遊戲的一般玩家，阿蘭布拉崩源體的感染者。
對於電腦救命中心相當不信任，而打算自己親手救出好友。
最終回時透過手機觀看衛生省的記者會。
土居萬次郎（つちい・まんじろう）
第36話登場，為了成為英雄而參加遊戲的一般玩家。
百瀬和王（ももせ・かずお）
第37話登場，百瀨小姬的父親，凱伊登崩源體（Level 60）的感染者。
鈴木塔子（すずき・とうこ）
第42-44話登場，鈴木陸的母親，蓋姆迪烏斯崩源體的感染者。
在因病痛而絕望之際被大我鼓勵。
鈴木陸（すずき・りく）
第42-44話登場，鈴木塔子的兒子，蓋姆迪烏斯崩源體的感染者。
在發病期間和妮可遊玩「全力動感X」遊戲以紓解痛苦。
日向恭太郎（ひなた・きょうたろう）（野村宏伸飾）
檀櫻子（だん・さくらこ）（中井理惠飾）
檀正宗妻子，檀黎斗之母，Poppypipopapo的寄生者。
在Poppypipopapo的記憶中得知其實在被寄宿崩源體病毒前，本身已患有重病而來日不多。
檀黎斗製作遊戲「假面騎士編年史（Kamen Rider Chronicle）」的真正目的在於不想失去母親，打算透過此遊戲讓她再次復活。
清宮東吾（きよみや・とうご）（高野洸飾）
寶生永夢（ほうじょう・えむ）（飯島寛騎、高橋來（童年期）飾）
西馬妮可（さいば・にこ）（黑崎莉奈、宮野叶愛（少女期）飾）
小星作（こぼし・つくる）（宇野祥平飾）
檀黎斗（だん・くろと）（岩永徹也、佐藤光將（少年期）飾）
九条貴利矢（くじょう・きりや）（小野塚勇人飾）
牧治郎（まき・じろう）（加治將樹飾）
星圓（ほし・まどか）（森山乃繪留飾）
檀櫻子（だん・さくらこ）（中井理惠飾）
鏡灰馬（かがみ・はいま）（博多華丸飾）
檀正宗（だん・まさむね）（貴水博之飾）
花家大我（はなや・たいが）（松本享恭飾）
路克・基曼（ルーク・キッドマン）（Harry杉山飾）
天津垓（あまつ・がい）（櫻木那智飾）

## 患者親友家屬
豪田麻美（ごうだ・あさみ）
第2話登場，名取蓮介論及婚嫁的戀人，但她因為對結婚的迷惘而臨時取消婚禮。
北見諒子（きたみ・りょうこ）
第3話登場，北見勇樹的母親。極為擔心因害怕醫生而不敢看病的幼子勇樹。
西脇莉子（にしわき・りこ）
第4話登場，西脇嘉高的妹妹。因帶便當探望哥哥卻反而遭到古納法綁架。
窪山誠一（くぼやま・せいいち）
第5、6話登場，堀内曜子的男朋友，同時也是小提琴手，因想加入夢想的樂團而努力卻忽略女友的情感。
岡田詩織（おかだ・しおり）
第7、8話登場，岡田譽士夫的女兒。為了幫忙生病的父親而扛起家裡工廠的經營卻不得父親認同，甚至被他惡言相向。
山中美奈子（やまなか・みなこ）
第11、12話登場，山中周平的母親。因與丈夫兩人忙於蛋糕店工作而疏忽其子周平本身感受。
紗紗美的母親（牧野美千子飾）
於前傳《假面騎士Snipe Episode ZERO》中登場，菱沼紗紗美的母親。

## 《宇宙戰隊九連者》
拉奇（ラッキー）（岐洲匠飾／台灣配音：呂惇熙）
第24話登場，《宇宙戰隊九連者》的獅子紅，擁有宇宙第一的超級好運之男。

## 其他人物
寶生永夢的母親
寶生永夢之母，寶生清長之妻。
在生下永夢不久後因病身亡，僅在《假面騎士EX-AID ～Mighty Novel X～》短暫提及。
寶生清長（ほうじょう・きよなが）
假面騎士Genm的另一名變身者。
寶生永夢的父親，於《假面騎士EX-AID ～Mighty Novel X～》登場。
藍原淳吾（あいばら・じゅんご）
第7話登場，九條貴利矢的友人兼同事。
從貴利矢手上得知衛生省的關於遊戲病極密資料得知自己也感染這種病後，卻因不明原因死亡。但據鏡飛彩調查為意外死亡。
後從貴利矢口中得知是因為害怕自己得到遊戲病，驚慌之餘而出車禍死亡，也因此導致貴利矢再也不敢隨意告知他人真相。
古場（コバ）
永司（ナガシ）
村上（ムラやん）
第8話登場，岡田工廠的員工，極為相信廠長岡田譽士夫，甚至期盼他能康癒後繼續帶領他們。
淺倉威（あさくら・たけし）（萩野崇飾）
前作《假面騎士龍騎》中，假面騎士王蛇的變身者《假面騎士Brave ～Survive吧！復活的野獸騎士・小隊～》中登場。
最上魁星（大槻賢二飾）

## 其他演員
- 救護員 - 鈴木晃平（第1、10話）
- 丸雄 - 篠崎頼我（第1話）
- 丸雄的母親 - 佐藤椛（第1話）
- 女醫生 - 三木美加子（第9話）
- 播報員 - 高島英里奈（第10話）
- 看護師 - 氏家惠（第11話）
- 主持人 - 岡林史泰（第15、16話）
- 遊戲玩家 - HIWA（第15話）
- 父親 - 新虎幸明（第17話）
- 幻夢集團社員 - 鎌田美沙紀、植田靖比呂（第18話）
- 師範 - 奈良井志摩（第19話）
- 女高中生 - 田中珠里、山川二千翔（第20話）
- 刑務官 - 冴羽一（第21話）
- 土工 - 佐藤良洋（第25話）
- 播報員 - 黒宮千香子（第26話）
- 一般民眾玩家 - 羽場涼介（第26話）
- 記者 - 大村亘（第26話）
- 日向恭太郎的部下 - 藤田昌宏（第26話）
- 幻夢集團社員 - 橫尾下下、尾倉健人（第27話）
- 秘書 - 千十千（第27、32話）
- 幻夢集團社員 - 中谷龍（第32話）
- 女高中生 - 菅原里子、佐藤杏樹（NGT48）（第36話）
- 父親 - 岡崎宏（第36話）
- 執刀醫師 - 須間一也（第38話）
- 看護師 - 羽村純子（第38話）
- 記者 - 竹內義貴（第42話）
- 主播 - 麻鈴（第44話）
- 西馬妮可的朋友 - 奧田佳彌子（第45話）
- 實習醫生 - 奧田佳彌子（第45話）
- 西馬妮可的朋友 - 笹和貴、中崎辰也（第45話）
- 記者 - 足立學（第45話）
- 財團X的研究員 - 岡田和也[97]（假面騎士Brave ～Survive吧！復活的野獸騎士・小隊～）

## 其他聲音演出
- 解說 - 諏訪部順一／台灣配音：胡鎮璽
- 卡帶音效 - 影山浩宣
- 柯拉波斯崩源體、崩源體病毒 - 小峰一己／台灣配音：
- 假面騎士Build - 犬飼貴丈[98]／台灣配音：呂惇熙